# Xu Nannan
Xu Nannan (en chinois, 徐囡囡), née le 16 août 1977 à Liaoning, est une skieuse acrobatique chinoise, spécialisée dans la discipline du saut acrobatique. Elle a notamment remporté la médaille d'argent olympique de la discipline lors des Jeux olympiques de 1998 à Nagano au Japon.

## Palmarès

### Jeux olympiques d'hiver
- Médaillée d'argent olympique lors des Jeux olympiques d'hiver de 1998 à Nagano ( Japon)